# Couvet
Couvet est une localité de la commune de Val-de-Travers et ancienne commune suisse du canton de Neuchâtel située dans la région Val-de-Travers.
Couvet a été une commune autonome jusqu'en 2008.

## Géographie

Vue aérienne (1950)

L'Areuse traverse la commune de Couvet, cette rivière prend sa source au niveau de la commune de Saint-Sulpice et se jette dans le lac de Neuchâtel, entre Cortaillod et Colombier. L'Areuse recueille à Couvet les eaux d'un affluent, le Sucre.
Couvet est une des localités suisses traversée par la Route de l'absinthe, itinéraire culturel et touristique reliant Pontarlier, ville française du département du Doubs, à Noiraigue, commune suisse du Val-de-Travers.

## Héraldique

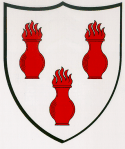
Armes de Couvet

Les armes de Couvet se blasonnent ainsi :
D'argent à trois vases de gueules mal ordonnés d'où s'élève une flamme naturelle.
Les armoiries datent de 1890, les vases "covets" ou "couvets" sont devenus l'emblème du village. Il reste toujours un doute sur l'origine du nom : le nom du village vient-il du nom de ces chaufferettes ou inversement, c'est le nom du village qui a donné son appellation aux chaufferettes.

## Histoire
Le nom de Couvet apparaîtrait pour la première fois dans un document officiel en 1291 lorsque trente familles (Dubied, Coulin, Andrié et Favre) décident de s’établir dans la région. 
La localité tire son nom des couvets, pots servant de chaufferettes créés par les nombreux potiers installés dès le Moyen Âge en ce lieu.
Dès 1798, Couvet est connu pour la commercialisation la première recette de spiritueux d’absinthe par Henri-Louis Pernod, lui-même habitant de Couvet. Cette absinthe devient connue à travers le monde. Il ouvre la première distillerie d'absinthe à Couvet en Suisse.
Dans son ouvrage intitulé L’horlogerie neuchâteloise (1888),.Auguste Bachelin (1830-1890) a précisé : Le fabricant d'horlogerie "Alexandre Houriet [1827-1859], qui avait étudié sous la direction des meilleurs maîtres du Locle et de Copenhague, a fondé à Couvet une fabrique d’horlogerie fine. Il y occupait près de deux cents ouvriers dont il fut le soutien, l’ami même".
De 1867 à 1987, Couvet est le siège de l'entreprise de machines à tricoter Édouard Dubied & Cie.
Le 1er janvier 2009, la commune de Couvet fusionne avec celles de Boveresse, Buttes, Fleurier, Les Bayards, Môtiers, Noiraigue, Saint-Sulpice et Travers pour former la commune de Val-de-Travers, après avoir été approuvée par votation populaire le 24 février 2008.

## Sites et patrimoine bâti
Temple. Jusqu'à la réforme, les Covassons devaient se rendre au culte à Môtiers. Ce n'est qu'en 1657 que le maître maçon Jonas Favre entreprend la construction du temple. La tour en pierre de taille date de 1765-1766, elle a été élevée par les maîtres Jean-Jacques et Jacob Rosselet. En 1764, parmi une liste de souscripteurs volontaires à "la bâtisse d'une tour de pierre et solide", établie par les gouverneurs de la commune, on retrouve le nom de Jean-Jacques Rousseau, exilé à cette époque à Môtiers, après avoir été chassé de France.
La cure néoclassique, de 1854, a été élevée sur les plans de Hans Rychner.
La Porte du milieu, bel exemple du style Renaissance neuchâteloise, est surmonté d'un fronton daté 1574, avec les armoiries Petitpierre.
L'architecte Louis Châtelain élève l'ancien collège primaire, de style néoclassique (1846-1850).
En 1860, Couvet inaugure l'ouverture de son hôpital dans l’immeuble de l’ancien Cercle républicain. L'hôpital est encore actuellement en fonction avec 30 lits, un centre de traitement et de réadaptation gériatrie, une policlinique 24 heures sur 24 et SMUR ainsi qu'une plate-forme sanitaire régionale et des consultations spécialisées.

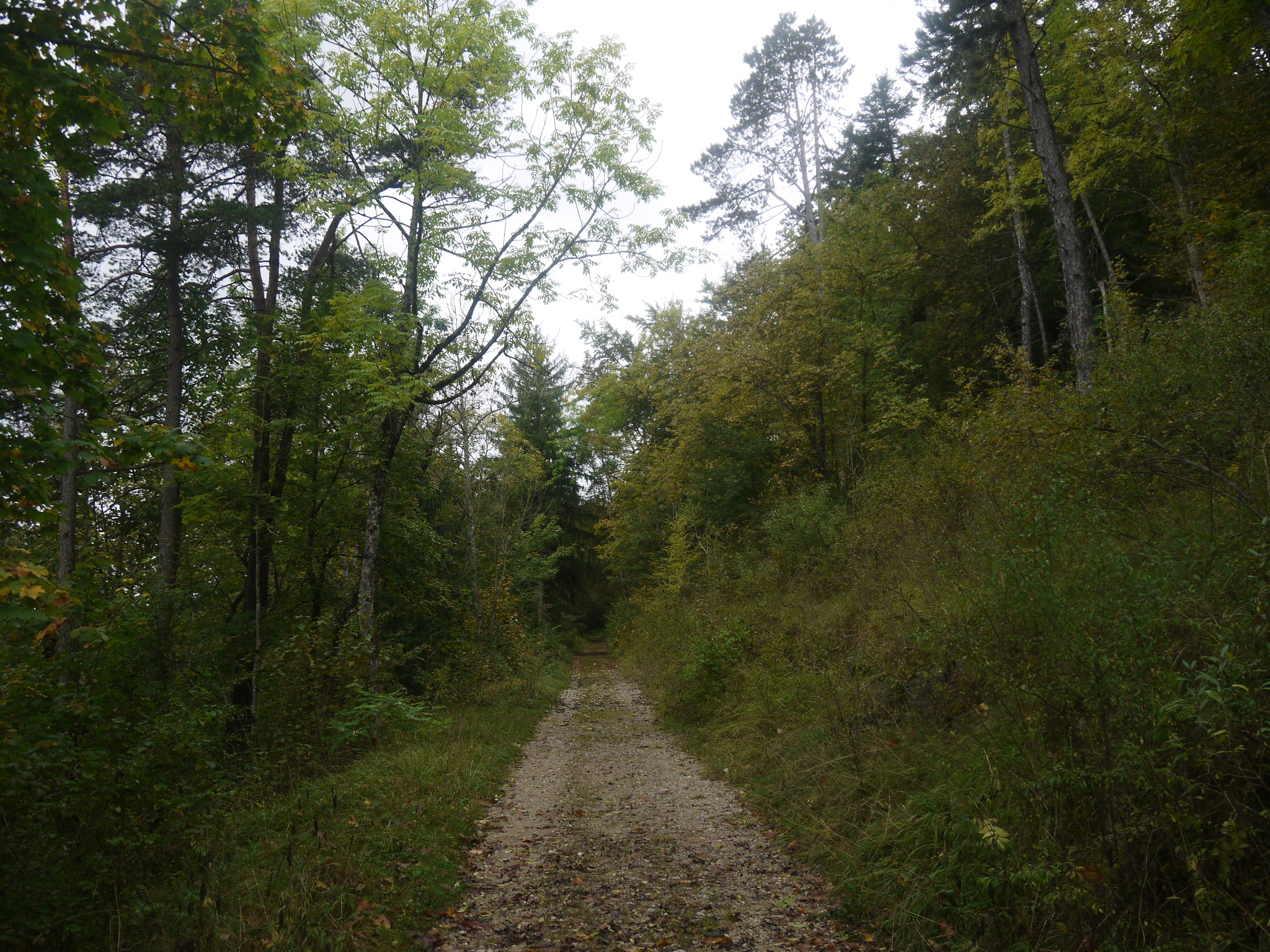
Forêt jardinée

La Forêt jardinée est une balade thématique de deux heures qui permet de découvrir le jardinage des forêts pratiqué au Val de Travers depuis la fin du XIXe siècle impulsé par Henri Biolley.

## Personnalités liées à la commune
- Couvet est le pays d'origine des familles nantaises Petitpierre et Favre, qui ont joué un rôle important dans l'industrie des indiennes (indienneries Petitpierre, 1772-1818, et Favre-Petitpierre, 1806-1848) et dans la vie sociale et politique de Nantes, avec notamment Ferdinand Favre, né en 1779 à Couvet, maire de Nantes (1832-1867) et Fleurus Petitpierre, né en 1796 à Nantes, maire de Saint-Sébastien (1831-1859)[8]. D'une autre branche de cette famille descendent les hommes politiques suisses Edouard Ferdinand Petitpierre[9], Max Petitpierre et Gilles Petitpierre[10].
- Denis de Rougemont (1906-1985), écrivain et philosophe suisse, fils du pasteur Georges de Rougemont, est né à Couvet. Dans son livre Méfaits de l'Instruction Publique (1929), il y évoque son enfance et ses premières années scolaires. Il y exprime une vive critique du système scolaire romand.
- Henri-Edouard Dubied (1823-1878), est un industriel né à Couvet, il s'illustra dans la fabrication de machines à tricoter. Il est le fondateur de la Maison Dubied.
- Ferdinand Berthoud (1727-1807), est un horloger français, d'origine suisse, né à Plancemont-sur-Couvet. Il est considéré comme l’inventeur de l’horloge marine en France[11] qui permet la détermination de la longitude en mer; cette horloge a servi pour le perfectionnement de la géographie.
- Emer de Vattel (1714-1767), est un juriste suisse né à Couvet. Il est l'auteur du Droit des gens ou principes de la loi naturelle appliqués à la conduite et aux affaires des Nations et des Souverains en 1758 ; ses écrits influenceront le droit international et la science politique.
- Pierre Ordinaire (1741-1821) est un médecin franc-comtois, natif de Quingey (Doubs), il s'exile à Couvet en 1767 pour raison politique. En 1786, il prendra la nationalité suisse. Selon certaines légendes, il serait l'inventeur de l'absinthe en s'inspirant de la recette de la mère Henriod.
- Marie Jerwan-Thuillard (1888-1974), est née au Mont-sur-Couvet. Elle est une des passagères survivantes du paquebot transatlantique le Titanic qui a fait naufrage dans la nuit du 14 au 15 avril 1912[12].
- Bruno Todeschini est un acteur suisse, né le 19 septembre 1962 dans la commune.
- Henri Biolley (1858-1939) est un ingénieur forestier suisse, mondialement connu pour avoir développé une méthode pour conduire les peuplements forestiers en futaie jardinée. Il exerça dans l’arrondissement de Couvet de 1880 à 1917, et y décédera[13].
- Henriette Henriod née dans la commune, est considérée comme l'inventrice de la recette moderne de l'absinthe.

## Absinthe
- Couvet est la ville où a été créée pour la première fois la liqueur verte si connue.
- Cette liqueur aurait été créée par Henriette Hendriod et Pierre Ordinaire. L'une est née dans la commune et l'autre a été naturalisé suisse.

## Sport et loisirs
En 2001, la commune de Couvet inaugure son centre sportif qui regroupe les installations telles piscine, espace bien-être, fitness, salle omnisports, mur de grimpe, jeux, anneau d'athlétisme, terrain de foot ainsi qu'une borne Euro-Relais. 
Le village abrite également un centre commercial et un cinéma, le Colisée, construit en 1956. Des travaux de rénovation sont entrepris entre 2003 et 2011 sous l'impulsion de l'Association cinéma Colisée et se terminent par l'installation de la projection numérique.
Le village de Couvet est situé sur la Route de l'absinthe franco-suisse.
En 1859, sous l’impulsion de Alexandre Houriet, Eugène Petitpierre et Gustave Rosselet, la société d’Émulation du Val-de-Travers est créée. Le but de la société est d’offrir une instruction mutuelle à ses membres, en proposant des conférences par des personnalités de la région. La société subit de nombreux changements dans sa forme et en 1872, elle constitue quatre sections, une section d’histoire locale, une section de musique, une section d’embellissement et de travaux publics et une section de conférences, finances et bibliothèque. Elle prend cette année-là, le nom de société d’Émulation de Couvet. Dès 1944, deux domaines connaissent des succès plus importants, le théâtre et la musique. Des nombreux artistes, troupes de théâtres, musiciens et scientifiques sont invités à participer, des expositions sont organisées.

## Événements
C'est le roi de Prusse qui octroie en 1711 à la commune de Couvet le droit de tenir deux foires par an. Cette coutume est encore usitée à ce jour. Elles ont lieu les derniers vendredi de mai et d'octobre.
Pour la 2e année (depuis 2011), le créateur de mode Franck Sorbier, présente une collection temporaire sur le site Dubied. Cette maison de Haute couture française permet au public de découvrir une partie de ses créations. Les pièces exposées sont représentatives du style du couturier et abordent les thèmes récurrents dans les collections et les techniques spécifiques du couturier. En juillet 2010, la Maison Frank Sorbier, dont l'atelier se trouve à Paris, avait déjà installé sa fondation dans le château de Travers au Val-de-Travers.